# Alastor kochi
Alastor kochi är en stekelart som beskrevs av Giordani Soika 1983. Alastor kochi ingår i släktet Alastor och familjen Eumenidae. Inga underarter finns listade i Catalogue of Life.